# Valérie Loiseleux
Valérie Loiseleux est une monteuse française.

## Biographie
Valérie Loiseleux, fille du directeur de la photographie Jacques Loiseleux, a monté presque tous les films de Manoel de Oliveira depuis 1991.
Elle a été récompensée aux Césars en 2004 pour son travail sur le film Un Couple épatant de Lucas Belvaux.
Elle a participé à L'Art du montage, un ouvrage pédagogique d'Alain Bergala sur le métier de monteur de film et a écrit Les Gants blancs, (publié aux Éditions Filigranes, lauréat de la bourse Brouillon d’un rêve SCAM 2013) journal de son travail de monteuse sur L'Étrange Affaire Angélica de Manoel de Oliveira.
Elle est membre du collectif 50/50 qui a pour but de promouvoir l’égalité des femmes et des hommes et la diversité dans le cinéma et l’audiovisuel,.
Elle est nommée pour la deuxième fois au César du meilleur montage aux César 2024 pour Little Girl Blue de Mona Achache.

## Filmographie
- 1991 : La Divine Comédie de Manoel de Oliveira
- 1992 : Parfois trop d'amour de Lucas Belvaux
- 1992 : Le Jour du désespoir de Manoel de Oliveira
- 1993 : Val Abraham de Manoel de Oliveira
- 1994 : La Cassette de Manoel de Oliveira
- 1995 : Le Couvent de Manoel de Oliveira
- 1995 : Eau douce de Marie Vermillard
- 1996 : Party de Manoel de Oliveira
- 1996: Fernand Léger, les motifs d'une vie de Alain Bergala
- 1997 : Voyage au début du monde de Manoel de Oliveira
- 1997: Cesare Pavese, un siècle d'écrivains de Alain Bergala
- 1998 : Inquiétude de Manoel de Oliveira
- 1999 : Lila Lili de Marie Vermillard
- 1999 : La lettre de Manoel de Oliveira
- 1999 : Superlove de Jean-Claude Janer
- 2000 : Aïe de Sophie Fillières
- 2000 : Parole et utopie de Manoel de Oliveira
- 2001 : Je rentre à la maison de Manoel de Oliveira
- 2001 : Porto de mon enfance de Manoel de Oliveira
- 2002 : Un couple épatant de Lucas Belvaux
- 2003 : Un film parlé de Manoel de Oliveira
- 2004 : Le Cinquième Empire de Manoel de Oliveira
- 2004 : Le Dieu Saturne de Jean-Charles Fitoussi (court métrage)
- 2005 : Au sud des nuages de Jean-François Amiguet
- 2005 : Le Miroir magique de Manoel de Oliveira
- 2005 : Gentille de Sophie Fillières
- 2006 : Belle toujours de Manoel de Oliveira
- 2007 : Christophe Colomb, l'énigme de Manoel de Oliveira
- 2008 : El camino de Ishtar Gutierrez Yasin
- 2008 : 19h05 de Mohammed Medhi Asgarpour
- 2009 : La Religieuse portugaise de Eugène Green
- 2009 : Notre étrangère de Sarah Bouyain
- 2009 : Un chat un chat de Sophie Fillières
- 2010 : L'Étrange Affaire Angélica  de Manoel de Oliveira
- 2010: Brunes et blondes de Alain Bergala
- 2010: Winou Baba ? de Jilani Saadi
- 2012 : Gebo et l'ombre de Manoel de Oliveira
- 2012 : Rhino Season de Bahman Ghobadi
- 2012 : Le Secret de l'enfant fourmi de Christine François
- 2012: Les Oliviers de Joël Brisse
- 2013: La Cité de Pasolini d'Alain Bergala
- 2014 : Arrête ou je continue de Sophie Fillières
- 2014 : La Sapienza de Eugène Green
- 2014: Le Vieux du Restelo de Manoel de Oliveira
- 2014: Les Aventuriers de l'art moderne ( Série - montage et co-réalisation avec Amélie Harrault)
- 2015: Les enfants du 209 rue Saint-Maur de Ruth Zylberman
- 2017: La belle et la belle de Sophie Fillières
- 2018 : Dos Fridas de Ishtar Yasin
- 2018: Le Programme Marker de Louise Traon
- 2018: Un dernier été de Ruth Zylberman
- 2018: Chinese Portrait de Wang Xiao Shuai
- 2021: Charlotte Salomon, la jeune fille et la vie de Muriel et Delphine Coulin
- 2022: Grand Marin de Dinara Droukarova
- 2023: Little Girl Blue de Mona Achache

## Distinctions

### Récompenses
- César 2004 : meilleur montage pour Un couple épatant[3].
- Prix du Syndicat français de la critique de cinéma et des films de télévision 2015 : Meilleur documentaire pour Les Aventuriers de l'art moderne[8].

### Nominations
- Asian Film Awards 2013 : Meilleur montage pour La Saison des Rhinocéros[9].
- César 2024 : Meilleur montage pour Little Girl Blue[7].